# プロセス・モデリング

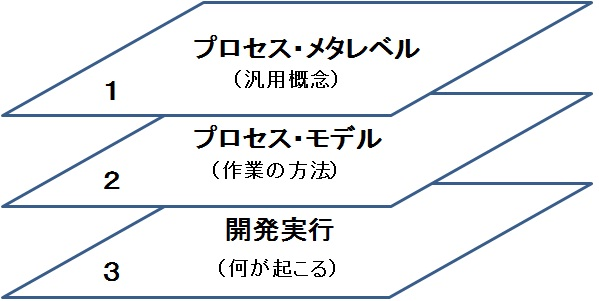
プロセスの抽象度レベル

プロセス・モデル (英: process model)という用語は、様々な文脈で使われる。例えば、事業プロセス・モデリング における事業体プロセス・モデルは、しばしば事業プロセス・モデルとして参照される。プロセス・モデルは、プロセス工学専門領域での中核概念である。 

## 概要
プロセス・モデルは、一つのモデルで一緒に分類される同じ性格のプロセスである。そこで、一つのプロセス・モデルは、そのレベル・タイプでのプロセスの一つの記述である。そのプロセス・モデルはそのレベル・タイプにあることから、プロセスは、それの一つのインスタンス（出現例）である。同じプロセス・モデルは、多くのアプリケーションの開発のため繰返し使われ、そして多くのインスタンスを持つ。プロセス・モデルの一つの可能な利用は、何が実際に起こったかのプロセス自身に対比した、どのように物事が行われ、なければいけない／るべき／れ得る、かを定める。プロセス・モデルは、プロセスがどのように見えるかの大まかな期待である。どんなプロセスが、実際のシステム開発中に決められるべきである。
プロセス・モデルの目的は以下のである：
- 記述的 (Descriptive)
  - プロセス中に実際に起こったことの追跡
  - プロセスが実行された方法を見る外部の観察者の視点を採り、より効果的かつ効率的にそれを行わせなければならない改善を決める。
- 規範的 (Prescriptive)
  - 記述されたプロセスと、そしてそれがどのように実行され、なければならない／るべき／かもしれない、かを定義する。
  - 望むプロセス性能に導く、もし従うべきな、ルール、ガイドライン、及び振舞いパターンを確立する。それらは厳格な強制から柔軟なガイダンスまでのレンジであり得る。
- 説明的 (Explanatory)
  - プロセスの根拠についての説明を提供する。
  - 根拠となる論証に基づく行為の複数の可能なコースを探しかつ評価する。
  - プロセス間の明示的接続とそのプロセスが満たす要求を確立する。
  - 報告目的で抽出できるデータのポイントをあらかじめ定義する。

## 目的
理論的視点から、メタプロセス・モデリングは、開発プロセスで何が起こるか（何において、何時起こり、及びなぜ）、記述するのに必要な主要な概念を説明する。運用的視点から、メタプロセス・モデリングは、手法工学とアプリケーション開発のためのガイダンスを提供することが目的である。
事業プロセスのモデリングの活動は、通常、プロセス変更へのニーズを論じ、そして修正すべき課題を識別する。これの転換は、事業プロセスをモデル化するための共通な駆動力であるかも知れないが、IT関連であるかも知れないしそうでないかもしれない。変更管理プログラムは、プロセスを実践に置くため求められる。大規模プラットフォーム・ベンダーからの技術の進歩とともに、完全な実行可能（及び双方向エンジニアリングの能力を持つように）になった事業プロセス・モデルのビジョンが、日々現実に近づいている。支援技術には、UML、モデル駆動型仕組、及びサービス指向仕組等を含む。
プロセス・モデリングは、エンタープライズアーキテクチャの全てを包含する先導であるエンタープライズビジネスアーキテクチャのプロセス的局面を取り扱う。事業体システム、データ、組織的構造、戦略、等に残された文脈での事業プロセスの関係性は、変更の分析と計画における大きな能力を作り出す。実世界での一つの例は、合併と吸収にある：詳細に両社のプロセスを理解し、円滑な合併に帰着する冗長性を認識するための管理を可能にする。
プロセス・モデリングは、常に事業プロセス再設計とシックス・シグマにおける継続的改善アプローチのキーとなる局面である。

## プロセス・モデルの分類

### カバーする範囲によって
用語『事業モデル』には異なって定義される3つのカバー範囲が存在する：
- アクティビティ中心：プロダクト定義の特定目的のため実施されるアクティビティの関連セット；ある目標に到達することを意図した部分的に順序だったステップのセット[4]
- 活動中心：望まれるプロダクトに到達するための敏感なプロダクト変換を起こす一連の活動
- 意思決定中心：プロダクト定義の特定目的のため実施される関連意思決定のセット
- 文脈中心：ある文脈で採られた意思決定の影響の下で連なるプロダクト変換を起こす文脈のシーケンス
- 戦略中心：多面アプローチのプロセスを表すモデル構築を許し、意図と戦略の表記に基づくプロダクトを詳述する異なる可能な方法を計画する[5]。

### アライアンスによって
プロセスは異なる種類でありえる。これらの定義は『プロセスがモデル化できる種々の方法に対応する』。
- 戦略的プロセス
  - 一つのことを行う代替的方法を調査し、結果としてそれを行う計画を作る。
  - しばしば創造的であり、人との共同作業を必要とする；そこで、代替の生成と選択肢から一つを選ぶことは非常に重要な活動である。
- 戦術的プロセス
  - 計画の達成における助け
  - 到達計画の開発より実際の計画達成のため採用されるべき戦術により多くかかわる。
- 実装的プロセス
  - 最下位レベルのプロセスである
  - 計画の実装の何が及びどのようにの詳細に直接かかわる

### 粒度（解像度）によって
粒度は、プロセス・モデルの詳細さのレベルを参照し、提供できるガイダンス、説明、及び追跡の種類に影響する。細かい解像度がより詳細化の能力提供するのに対し、高位の解像度は、どちらかといえば、これらを詳細さの粗いレベルに制限する。必要な解像度の性格は、手元にある状況に依存する。
プロジェクト管理者、顧客代表者、将官、トップまたは中間管理者は、彼らの意思決定のための超過時間、予算、及び資源計画の全貌を得たいと望むとき、どちらかといえば大きな粒度のプロセス記述を求める。対照的に、ソフトウエア・エンジニア、ユーザー、テスト担当者、分析者、あるいはソフトウエア・システム仕組士（アーキテクト）は、彼らに人の間の依存関係のような指図や重要な実行依存性を提供するモデルの詳細のため、より細かい粒度のプロセス・モデルを好む。
より細かいモデルの表記が存在する一方で、ほとんどの伝統的なプロセス・モデルは、大きな粒度での記述である。プロセス・モデルは、理想的には、幅広い粒度のレンジを提供すべきである（例えば、Process Weaver.）。

### 柔軟性によって

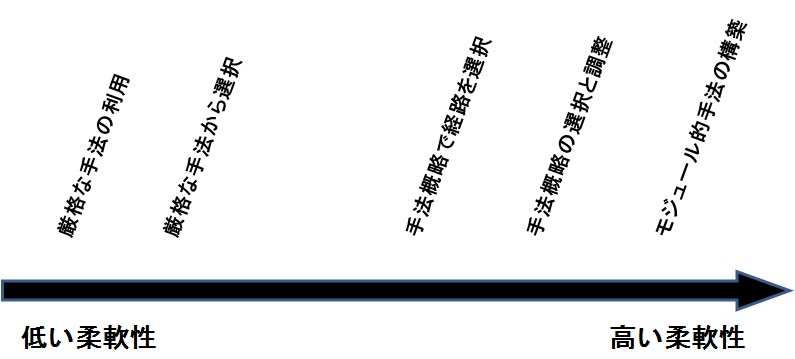
手法構築の柔軟性

プロセス・モデルが規範的である一方で、実際の実務では、規範からの逸脱が起こることに気づいた。そこで、システム開発手法が特定の組織的状況に合致し、かつ彼らの有用性を彼ら自身で改善するため、方法論を採用するフレームワークが発展した。そのようなフレームワークの開発は、状況的手法工学とも呼ばれる。
手法構築アプローチは、「低い」から「高い」まで柔軟なスペクトル・レンジで組織化され得る。
このスペクトルの「低い」終端に横たわるのは、モジュール方法の構築である「高い」終端に対して、厳密な方法である。厳密な方法は、完全に予め定義され、そして手元の状況にそれらを適合させるため少しのスコープだけ残す。他方で、モジュール方法は与件の状況に合致させるため変更及び拡張され得る。厳密な方法を選ぶことは、各プロジェクトに、手元の状況のため適切な経路を選ぶことから成る一つの手法内で経路を選択するのに対して、厳密さ、事前定義手法のパネルからその方法を選ぶことを可能にする。最後に、一つの手法の選択と調整は、プロジェクトに異なるアプローチから手法を選び、プロジェクトのニーズにそれらを調整することを可能にする。

## 手法の品質
プロセス・モデルの品質がこの記事で論じているように、プロセス・モデルの品質の重要な本質としてモデリング技法の品質を詳述する必要がある。品質を理解することに対し創られたほとんどの既存のフレームワークでは、モデリング技法の品質と、それらの技術のアプリケーション結果としてのモデルの品質との間の線は明確に描かれない。このレポートは、2つの間を明確に区別するため、プロセス・モデリング技法の品質とプロセス・モデルの品質の両方に注力する。様々なフレームワークが、プロセス・モデリング技法の品質を理解するのを助けるため開発された。一つの例は、良く定義された品質特性のセットとこの特性の客観的査定を可能にする手順を提供することを議論するQ-Meフレームワークとして知られる、品質ベース・モデリング・フレームワークである。このフレームワークはまた、一つのモデリング技法を使う一つまたは異なるモデル・タイプでモデル要素の統一的で公式な記述を提供する利点を有する。要するにこれは、前に定義された特性のセットに関してモデリング技法のプロダクト品質とプロセス品質の両方の査定を行うことができる。
事業プロセス・モデリング技法に関係する品質特性が以下に議論される：
- 表現力 (Expressiveness): 与件のモデリング技法が、アプリケーション・ドメインのどんな数や種類のモデルを表すことができるかの程度。
- 恣意性 (Arbitrariness): 一つが一つと同じドメインをモデリングするとき持つ自由度の程度。
- 適合性 (Suitability): 与件のモデリング技法が、アプリケーション・ドメインの特定の種類へ特化するよう適合される程度。
- 判り易さ (Comprehensibility): 作業の方法とモデリングの方法が参加者によって理解される容易さ。
- 一貫性 (Coherence): 一つのモデリング方法の個別サブモデルが全体を構成する程度
- 完全性 (Completeness); アプリケーション・ドメインのすべての必要な概念がそのモデリングの方法で表現される程度。
- 効率性 (Efficiency): そのモデリング過程が使う時間や人のような資源の程度。
- 有効性 (Effectiveness): そのモデリング過程がその目標に到達する程度。

Q-MEフレームワークの品質を査定するため；組織のダイナミック要点モデリング (DEMO)事業モデリング技法の品質を描き出すため使われる。
それは、DEMOモデリング技法へのQ-MEフレームワークの評価がQ-MEの欠点を明記する。特定の一つは、それが、異なった技法の品質を全体的レーティングによって比較するのを難しくする、事業モデリング技法の品質を表す定量的尺度を含まないことである。 
Rossi 他 (1996)によって示唆された複雑性メトリクスとして知られる、モデリング技法の品質測定の体系的アプローチも存在する。メタモデルの技法は、これらの複雑性メトリクス計算の木曽として使われる。Krogstieによって提案された品質フレームワークとの比較で、品質測定は、個別のモデル・レベルに代えて技術レベルにより焦点を当てる。
著者ら（Cardoso、Mendling、Neuman、及びReijers 2006）は、設計の単純さと判り易さを測定する複雑性メトリクスを使った。これは、一つのモデルの品質特性の疑問を助ける品質メトリクスを使うことなく、単純なプロセスは複雑で不適切な方法でモデル化できると論じた Mendling、他によって行われた後の研究でサポートされた。これは順次、理解性を低下させ、維持コストを増大させ、そしておそらく質問におけるプロセスの非効率さを導きえた  。
モデリング技法の品質は、モデルの品質であり、モデルの正当性と有効性に貢献するモデルの創作において重要である。

## モデルの品質
最も初期のプロセス・モデルは、該当する概念、利用可能な技術、特定の実装環境、プロセス制約などの条件でのインスタンスによって得られる実践的プロセスを伴うプロセスのダイナミクス（動き）を反映した。
モデルの品質に関して大変多くの研究が行われたが、プロセス・モデルの品質に向けたものは少なかった。プロセス・モデルの品質課題を徹底的に評価することはできないが、次のような実践における4つの主要なガイドラインとフレームワークが存在する。それは：トップダウン品質フレームワーク、品質局面と関係するボトムアップのメトリクス、モデリング技法と関係する経験的調査、及び実用的ガイドライン。
Hommes は、モデル品質のすべての主要な特徴は2つのグループの元にすべてグループ化されるという Wang ら(1994)を引用した。ここで云う2つのグループとはモデルの正確性と有用性であり、正確性は、モデル化される現象へのモデル対応から、モデリングのシンタックス的ルールへのその対応まで及び、そしてそれはまたモデルが使われる目的と独立である。 
有用性は、モデルが最初に構築された手元の特定目的のため役立っているとみなされる。Hommes はまた、内部的正確性（経験的、構文論的、及び意味論的品質）と外部的正確性（正当性）を更に区別した。
概念的モデルの品質を定義するための共通な出発点は、構文的と意味的が最も多く適用されるモデリング言語の言語的特性で見ることである。
同じく幅広いアプローチは、SEQUALとして知られるトップダウンの品質フレームワークを使って、Krogstieによって行われたような言語よりむしろ、記号論に基づくべきである。それは、モデル、外的要因、ドメイン、モデリング言語、及び学習、行動の選択、あるいはモデリングのアクティビティ間の関係に基づくいくつかの品質局面を定義する。
フレームワークは、しかしながら品質の様々な程度を決める方法を提供しないが、実証的テストで事業プロセスモデリングのため広範囲に使われてきた。プロセス・モデルの品質を評価するLindland ら(1994)により提案された概念的モデル品質フレームワークの利用を伴う、Moodyらによって行われた以前の研究に従って、3つの品質レベルが識別された。
- 構文的品質 (Syntactic quality): モデルが使われるモデリング言語の文法に準じている広がりの評価。
- 意味的品質 (Semantic quality): モデルが正確にユーザー要求を表現しているかどうか。
- 実用的品質 (Pragmatic quality): モデルがモデリング過程に係わるすべての利害関係者によって十分に理解されるかどうか。すなわち、モデルが彼らのニーズを満たすのにそれを利用させることそのインタープリタに可能にすべきである。

研究から、品質フレームワークがプロセス・モデルの品質を評価するのに使い易くかつ有用であるが、しかしながらそれは信頼性に関する限界と欠陥を識別する難しさの両方を見出したことは注目された。これらの限界は、Krogstieによって行われた次の研究を通してフレームワークの洗練に導いた。このフレームワークは、1995年のKrogstie ら（更に 2002年にKrogstie & Jørgensenよって洗練された）によってSEQUELフレームワークと呼ばれ、次の3つの更なる品質局面を含んだ。
- 物理的品質 (Physical quality): 具現化されたモデルは、聴衆がその意味を理解するため持続的かつ利用可能であるかどうか。
- 実証的品質 (Empirical quality): そのモデルが与えられた言語に関する確立された規制に沿ってモデル化されているかどうか。
- 社会的品質 (Social quality): これは、そのモデリング・ドメインにおける利害関係者間の合意に関係する。

概念的品質フレームワークの次元。モデリング・ドメインは、問題ドメインを記述するため適切で正しい全ての声明のセットであり、言語拡張は、おそらく使われるモデリング言語の文法と語彙を与えられる全ての声明のセットである。モデル外面化は、問題ドメインの概念的表現である。
それは、実際に作られている問題ドメインについての声明のセットと定義される。ソーシャル・アクタ解釈 (Social Actor Interpretation)とテクニカル・アクタ解釈 (Technical Actor Interpretation)は、人間モデル・ユーザと、モデルと相互作用するツールの両方のアクタが、問題ドメインの概念的表現が含むと『考える』声明のセットである。
最後に、参加者知識 (Participant Knowledge)は、モデリング・プロセスに係わる人間アクタが問題ドメインを表そうとするべき、声明のセットである。これらの品質次元は、モデルの物理的と社会的局面を取り扱う2つのグループに後で分けられる。
後の作業で、Krogstieらは、SEQUALフレームワークが初期のフレームワークのいくつかの限界を直したが、しかしながら他の限界が残されたと表明した。特に、そのフレームワークは、主にモデルを考え、モデリング活動を考えず、そしてモデルを、ドメインの変化への促進手段と見るよりむしろ、静的ドメインと比較し、意味的品質のそのビューではあまりにも静的である。
またそのフレームワークの実用的品質の定義は、言語論と記号論における新しい研究が単なる理解の背後に、どのようにモデルがそのインタプリタとして使われそして影響するかに焦点を当てる一方で、Morrisの記号論の延長での理解に焦点を当てており、まったく狭い。
記号論的品質フレームワークにおけるより動的ビューのニーズは、プロセス・モデリングを考える時、それら自身がしばしば定める、あるいは問題ドメインでの制定行動でさえ、特に明白であり、それゆえモデルへの変更が直接的に問題ドメインさえも変更もする。このペーパーは、アクティブなプロセス・モデルとの関係における品質フレームワークを議論し、そしてこれに基づく改定されたフレームワークを示唆する。
Krogstie ら(2006)による更なる作業は、以前の研究より狭い解釈を持つ物理的品質を定義することによって、アクティブなプロセス・モデルにより適切であるべきSEQUALフレームワークを改定することであろう。
使用中のその他のフレームワークは、以下の6つの原則を含む一般会計原理に基づく、『モデリングのガイドライン (GoM)』である： 
- 正しさと明確さ：判り易く取り扱える
- 明示的：モデル・システムのシステム記述
- 判り易さ：情報オブジェクトの図式アレンジと、モデルの理解能力サポート
- 関連性：モデルと表現されている状況との関係
- 比較性：2つのモデル間での意味論比較であるモデルを比較する能力に係わる
- 経済的効率：コスト削減や収入増大の提案された利用により網羅されるべき最低限必要な設計プロセスの作成コスト。

ほとんどの場合で組織化の目的が利益を最大化することから、その原則は、モデリング・プロセスのための境界を定義する。最後の原則は、モデリング内で多様なビューの間での受容れられる相違の存在を定義する体系的設計である。
正しさ、関連性、及び経済的効率は、モデルの品質における前提条件であり、残りのガイドラインが選択的であるが必要であるのに対し、それらは満たされなければならない。
SEQUALとGOMの2つのフレームワークは、それらがモデリングの能力が乏しい人によって使えないという利用の限界がある。それらは主要な品質メトリクスを提供するが、非熟練者によって簡単に適用はできない。
プロセス・モデルの品質局面に関係するボトムアップ・メトリクスの利用は、モデリングにおける非熟練者による他の2つのフレームワーク利用のギャップを橋渡しを試みるが、しかしそれは、ほとんど理論的であり、それらを利用をサポートする実証的テストが行われていない。
実施されたほとんどの経験は、メトリクスと品質局面の間の関係を関係付けし、そしてこれらの作業は別々の著者によって個別に行われた：Canforaらはカウント・メトリクス（例えば、複数のタスクやソフトウエア・プロセス・モデルの分離と維持性）間の接続関係を学習した。Cardosoは、コントロール・フローの複雑性と認められる複雑性の相関を検証した；そしてMendlingらは、プロセス・モデルにおけるデッドロックのようなコントロール・フローのエラーを予測するメトリクスを利用した。
結果は、モデルのサイズの拡大が品質とそれらの判り易さへ負の影響を持って現れることを明らかにした。Mendlingらによる更なる作業は、メトリクスと理解間の接続を調査した。いくつかのメトリクスはそれらの影響に関して確認される一方で、モデラーの（能力のような）人間的要因もまたモデルの理解のため重要であると明らかにした。
実施されたいくつかの実証的調査がプロセス・モデルの品質を評価する明確なガイドラインや方法を未だ提供しないが、それはこのタスクにおけるモデラーをガイドする明確なガイドラインのセットを持つことが必要である。実用的なガイドラインは、実践からそのようなガイドラインの徹底的な記述を提供することが難しいけれど、数々の実践者によって提案された。プロセス・モデリングのための10の助言（チップ）で要約された。多くの技術的定義とルールが提供されたが、しかしどのように、それらの一次的ミッションにおいて効果的な、as-isまたはTo-beプロセスの理解の共有を最大化する、プロセス・モデル創作するかは教えていない。ガイドラインのほとんどは、容易に実践に向けられないが、しかし『動詞－名詞のラベル化活動』ルールは、他の実践者によって示唆されそして経験的に分析された。その研究から 、プロセス・モデルの価値は、図的構築法の選択に依存するだけでなく、分析される必要のある文字的ラベルを持つそれらの注釈でもある。それは、代替のラベリング・システムより理解性の基準でより良いモデルに帰着することを気付かされた。
早期の研究とプロセス・モデル品質を評価する方法から、プロセス・モデルのサイズ、構造、モデラーの熟練性、及びモジュール性がその全体的理解可能性に影響するように見えた。これらに基づいて、7つのプロセス・モデリングのガイドライン (7PMG)として、ガイドラインのセットが表現された。このガイドラインは、モデル中の要素の数、構造化されたモデリングのアプリケーション、及びプロセス・モデルの分割におけるガイドラインと同じように、動詞－オブジェクト・スタイルを利用する。そのガイドラインは以下のである：
- G1 一つのモデル中の要素の数を最小化する
- G2 要素ごとの経路を最小化する
- G3 一つの始点と一つの終点イベントを使う
- G4 可能な限り構造化したモデル
- G5 要素のOR経路を避ける
- G6 動詞－オブジェクトのアクティビティ・ラベルを使う
- G7 50要素以上でモデルを分割する

7PMG は、未だその利用において制限があるけれど：検証問題、7PMGは、プロセス・モデルのコンテンツに関係しないが、しかしこのコンテンツが組織化されそして表現される方法だけある。それは、コンテンツが相互作用を持続する一方、何がモデルに含まれなければならないかの実用上の課題は未だ残される。2番目の限界は、21のプロセス・モデラーにのみとの係わり合いに頼るような、小さな経験的基盤を持つ、派生されるランク付けをガイドする優先付けに係わる。
これは、一方でプロセス・モデラーの『経験』の幅広い改良への必要のように見えるが、しかし、それはまた、どのような代替アプローチが優先付けのガイドに到達するため利用可能かもしれないという疑問もまた持ち上がる。